# Organización Miss Venezuela
La Organización Miss Venezuela y Míster Venezuela, más conocida desde las últimas décadas simplemente como Organización Miss Venezuela es la principal organización de concursos de belleza de Venezuela, que dirige los certámenes de Miss Venezuela Universo, Míster Venezuela Mundo, Miss Venezuela Mundo y  Miss Venezuela Internacional. Tiene su sede en Caracas (Venezuela) y es propiedad del Grupo Cisneros. 
La organización mantiene, comercia, financia y agenda las actividades y necesidades de las portadoras de los títulos. Fue presidida hasta febrero de 2018 por Osmel Sousa.
En abril de 2018 se anunció vía Instagram que, Nina Sicilia, quien fue Miss Internacional 1985, María Gabriela Isler Miss Universo 2013,  y Jacqueline Aguilera coronada como Miss Mundo 1995 serían las nuevas directoras de la Organización, siendo Nina Sicilia nombrada como GERENTE GENERAL.

## Certámenes

### Miss Venezuela Universo
El Miss Venezuela Universo o simplemente llamado Miss Venezuela, es un importante concurso de belleza nacional de Venezuela. Se celebra anualmente desde 1952. 
Este certamen es el responsable de seleccionar a las representantes de ese país a Miss Universo, Miss Internacional,; al igual que designaciones a certámenes como el Reinado Internacional del Café, entre otros concursos de belleza en el mundo.

### Miss Venezuela Mundo
El Miss Venezuela Mundo, es un concurso de belleza nacional que se realiza en Venezuela desde año 2013, y cuya finalidad es escoger la representante de la nación para el Miss Mundo. 
Hasta la edición de 2011, la representante de Venezuela en el Miss Mundo se escogía en el Miss Venezuela (segundo lugar); sin embargo luego del Miss Mundo 2012 atendiendo al requerimiento de la Organización Miss Mundo y luego de una reunión sostenida entre su presidenta la señora Julia Morley y su homólogo Osmel Sousa, la Organización Miss Venezuela tomó la decisión de ajustar los parámetros de la realización del certamen Miss Venezuela, dividiéndolo en dos eventos: uno para coronar a las representantes para Miss Universo, Miss Internacional y Miss Tierra; y otro para escoger a la representante del país al Miss Mundo.

### Míster Venezuela Mundo
El Mister Venezuela Mundo o simplemente llamado Mister Venezuela, es un concurso de belleza masculino nacional de Venezuela. Dicho certamen se celebra desde 1996. Este certamen es responsable de seleccionar al representante de ese país a Mister Mundo.